# Свобниця
Свобниця (пол. Swobnica, нім. Wildenbruch in Pommern) — село в Польщі, у гміні Бане Грифінського повіту Західнопоморського воєводства.
Населення — 568 осіб (2011).
У 1975-1998 роках село належало до Щецинського воєводства.

## Демографія
Демографічна структура станом на 31 березня 2011 року:
|          | Загалом | Допрацездатний вік | Працездатний вік | Постпрацездатний вік |
| -------- | ------- | ------------------ | ---------------- | -------------------- |
| Чоловіки | 285     | 53                 | 208              | 24                   |
| Жінки    | 283     | 49                 | 157              | 77                   |
| Разом    | 568     | 102                | 365              | 101                  |